# Stylianos Pattakos
Stylianos Pattakos (Grieks: Στυλιανός Παττακός) (Agia Paraskevi, Rethimnon, 8 november 1912 – Athene, 8 oktober 2016) was een Griekse militair en politicus.
Pattakos was een brigadegeneraal en de tankcommandant van Athene. Hij speelde een sleutelrol tijdens de militaire staatsgreep van 21 april 1967, toen de kolonels de macht overnamen in Griekenland (het zogenaamde Kolonelsregime). Na de staatsgreep werd Pattakos in de junta opgenomen en in november 1967 werd hij vicepremier en minister van Binnenlandse Zaken.
In de eerste periode na diezelfde coup trad Pattakos op als woordvoerder. In de loop van 1968 was zijn invloed geslonken. In 1971 verloor hij zijn ministerschap van Binnenlandse Zaken.
Na de val van de junta (1973) werd hij door een rechtbank veroordeeld. In 1990 werd hij vrijgelaten vanwege onherstelbare schade aan zijn gezondheid. Desondanks werd hij een honderdplusser.
Pattakos overleed op 103-jarige leeftijd.
- Gemeinsame Normdatei: 1158277172
- International Standard Name Identifier: 0000 0000 3359 6497
- Library of Congress Control Number: n91095885
- Nationale Bibliotheek van Israël: 987009157144705171
- Virtual International Authority File: 45946159
- WorldCat: E39PBJfCvGTjw6ydKThCdq9Rrq